# Asplenium neovarians
Asplenium neovarians är en svartbräkenväxtart som beskrevs av Ren-Chang Ching. Asplenium neovarians ingår i släktet Asplenium och familjen Aspleniaceae. Inga underarter finns listade.